# Giorgi Gachokidze
Giorgi Gachokidze, gruz. გიორგი გახოკიძე (ur. 5 listopada 1975 w Tbilisi, Gruzińska SRR) – gruziński piłkarz, grający na pozycji pomocnika, reprezentant Gruzji.

## Kariera piłkarska

### Kariera klubowa
W 1993 rozpoczął karierę piłkarską w Metalurgi Rustawi. W 1995 został zauważony przez selekcjonerów Dinamo Tbilisi i potem zaproszony do zespołu. Nie zagrał żadnego meczu i po zakończeniu sezonu przeniósł się do Kolcheti 1913 Poti. W 1997 roku wyjechał do Rosji, gdzie przez 2 sezony bronił barw Ałanii Władykaukaz. Latem 1998 przeszedł do holenderskiego PSV Eindhoven, ale rozegrał tylko 4 mecze i następny sezon 1999/2000 spędził na wypożyczeniu w izraelskim Maccabi Hajfa. Po powrocie do Holandii był jeszcze piłkarzem rezerwowym i tylko w sezonie 2001/02 zajął miejsce w podstawowym składzie. Chcąc uzyskać więcej czasu na boisku, w 2003 udał się do FC Twente. W lipcu 2004 zasilił skład ukraińskiego Metałurha Donieck, w którym za pół roku rozegrał tylko 2 mecze. Od 2005 piłkarz ponownie w FC Twente, ale z powodu przewlekłej kontuzji (ból mięśni nóg) przez dwa lata wystąpił zaledwie w 19 meczach mistrzostw Holandii. 29 grudnia 2006 anulował kontrakt i zakończył karierę piłkarską.

### Kariera reprezentacyjna
W 1996 zadebiutował w narodowej reprezentacji Gruzji. Łącznie rozegrał 21 mecz i strzelił 3 goli.

## Sukcesy i odznaczenia

### Sukcesy klubowe
- wicemistrz Gruzji: 1997
- wicemistrz Izraela: 2000
- wicemistrz Holandii: 2002
- brązowy medalista Mistrzostw Ukrainy: 2005